# James Mangrum

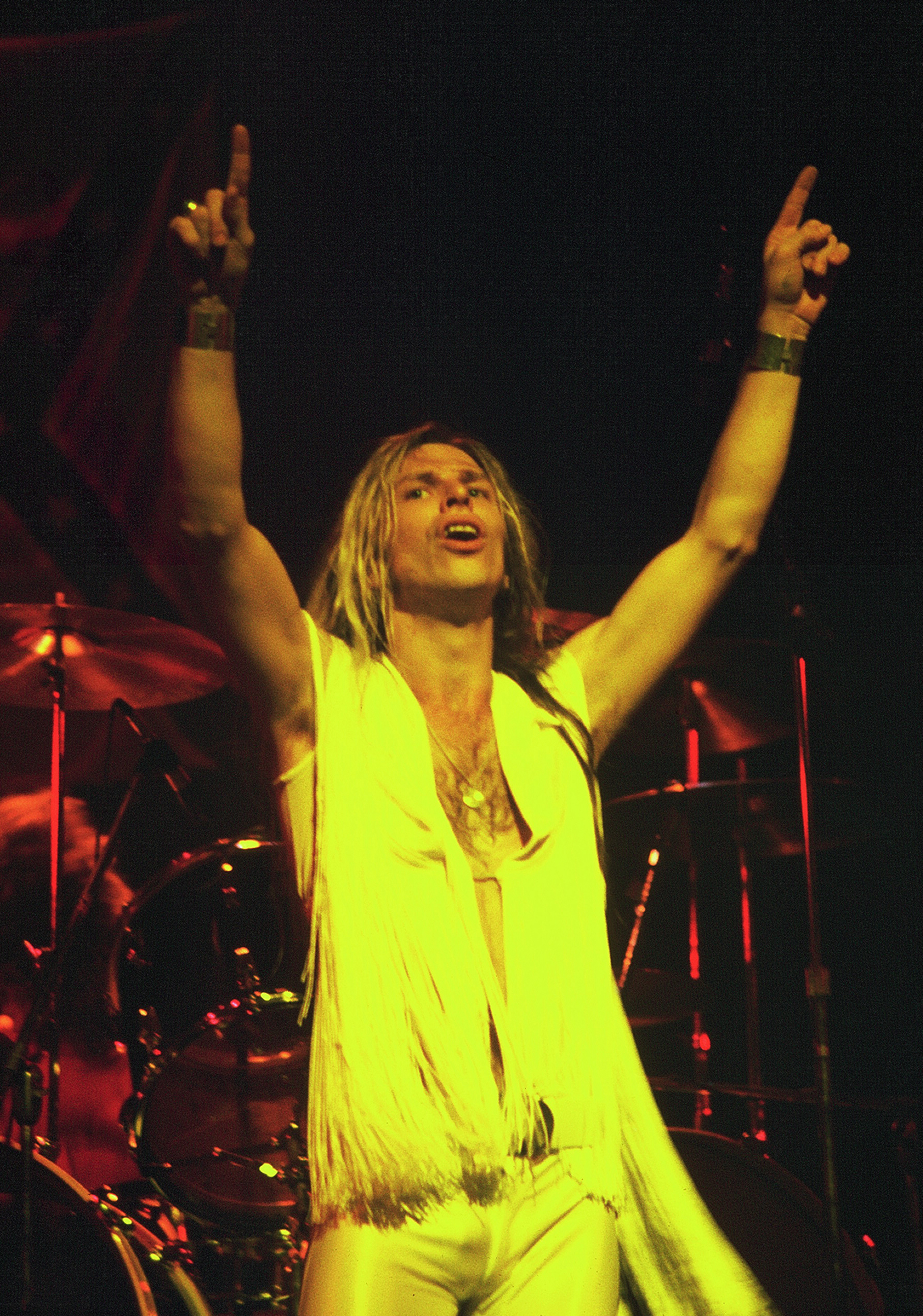
Jim „Dandy“ Mangrum 1973 bei einem Auftritt mit Black Oak Arkansas

James Mangrum (* 30. März 1948 in Benton Harbor, Michigan), besser bekannt als Jim „Dandy“ Mangrum, ist ein amerikanischer Musiker. Er ist der Leadsänger und Frontmann der Southern-Rock-Band Black Oak Arkansas.

## Biografie
Mangrum wurde in der Stadt Benton Harbor, Michigan, geboren, wo seine aus Arkansas stammenden Eltern arbeiteten. Die Familie kehrte in ihren Heimatstaat zurück und zog Mangrum in der kleinen Stadt Black Oak in Arkansas auf. Er wuchs als Southern Baptist auf und besuchte die Monette High School in Monette, Arkansas.
Während der High School gründeten Mangrum und Klassenkamerad Rickey Reynolds eine Band namens The Knowbody Else. Im Jahr 1966 stahlen Mangrum und Mitglieder der Gruppe Musikgeräte von der Monette High School und der Manila High School und wurden zu 26 Jahren Gefängnis in der Tucker Gefängnisfarm verurteilt. Das Urteil wurde jedoch aufgehoben. Mangrum und seine Gruppe verließen Arkansas und zogen zuerst nach New Orleans und dann nach Memphis, Tennessee.
1970 reisten Mangrum und seine Band nach Los Angeles, wo sie bei Atco Records unterschrieben und ihr selbstbetiteltes erstes Album mit dem neuen Namen Black Oak Arkansas veröffentlichten. 1973 veröffentlichten sie ihr erfolgreichstes Album, High on the Hog, das Platz 52 in den US-Charts erreichte. Einer der Songs des Albums, „Jim Dandy“, der ein Cover des LaVern-Baker-Songs von 1957 war, erreichte Platz 25 in den Billboard-Charts, und wurde zu ihrer bekanntesten Single und Mangrums Signature-Song. Darin war auch die Sängerin Ruby Starr zu sehen, die sich gemeinsam mit Mangrum den Gesang teilte. 1974 spielten Mangrum und seine Band neben Bands wie Deep Purple oder Black Sabbath beim California Jam vor einer geschätzten Rekordkulisse von 400.000 Besuchern.
1974 sang Mangrum als Gastmusiker neben Alice Cooper, Carmine Appice, Eddie Jobson, John Entwistle, Keith Moon, Justin Hayward, Bill Bruford auf Steve Hammonds 1975 erschienener Science-Fiction-Rock-Musical-LP „Flash Fearless Versus The Zorg Women Parts 5 & 6“.
1982 war Mangrum in einen Autounfall verwickelt, wobei er sich drei Wirbel brach. Nach einer zweijährigen Pause trat er wieder mit Black Oak Arkansas auf, das sich in verschiedenen Besetzungen bis heute fortsetzt. Nachdem seine Fans eine Kult-Gefolgschaft aufgebaut hatten, nannten sie sich selbst die „Dandylions“.
Bekannt ist James Mangrum vor allem für seine krächzende Stimme, sein langes Haar und seine wilden, explizit sexuellen Bühnenposen, zu denen manchmal die Nachahmung von Sex mit einem Waschbrett gehört, mit dem er häufig seinen Gesang begleite.